# 34-es vízibusz (Velence)
A velencei régi 34-es jelzésű vízibusz a San Marco megállótól a Lido, Santa Maria Elisabetta végállomásig közlekedett. A viszonylatot az ACTV üzemeltette.

## Története
A velencei 34-es jelzésű vízibusz eredetileg Piazzale Roma végállomással gyors körjáratként közlekedett 1988 és 1990 között (a Giudecca csatornában nem állt meg sehol). A régi 3-as és 4-es vízibusz összevonásából keletkezett.
Az eredeti vonalhoz képest 1991-ben bővült a megállók száma, végállomása a San Marcóra került, valamint meghosszabbították a Lidóig. Megszűnésekor nagyban hasonlított a jelenlegi 2-es járat vonalvezetésére. 1992-ben megszűnt, helyét az azóta szintén megszűnt 82-es vette át.
A megszűnt 34-es járat története:
| Időszak     | Járat- szám | Megállók |
| ----------- | ----------- | --- |
| 1978 – 1987 | 3           | Tronchetto – (Canale Giudecca, megállás nélkül) – San Zaccaria (Danieli) – Lido, Santa Maria Elisabetta (Gyorsjárat) |
| 1978 – 1987 | 4           | Piazzale Roma (Santa Chiara) – Ferrovia (Santa Lucia) – Rialto – San Tomà – Accademia – San Marco (Vallaresso) – San Zaccaria (Danieli) – Lido, Santa Maria Elisabetta (Gyorsjárat) |
| 1988 – 1990 | 34          | Piazzale Roma (Santa Chiara) – Rialto – San Marco (Vallaresso) – (Canale Giudecca, megállás nélkül) – Tronchetto – Piazzale Roma (Santa Chiara) (Gyorsjárat – direttissimo) |
| 1991 – 1992 | 34          | San Marco (Giardinetti) – Zitelle – Sacca Fisola – Tronchetto B – Piazzale Roma (Santa Lucia) – Ferrovia (Santa Lucia) – San Marcuola – Rialto – San Tomà – San Samuele – Accademia – San Marco (Giardinetti) – San Zaccaria (Danieli) – Giardini Biennale – Lido (Santa Maria Elisabetta) |
| 1991 – 1992 | 34/         | San Marco (Giardinetti) – Zitelle – Sacca Fisola – Tronchetto B |

## Megállóhelyei
| sz. | idő (perc) | megállóhely neve             | sz. | idő (perc) | látnivalók                                                                                        |
| --- | ---------- | ---------------------------- | --- | ---------- | ------------------------------------------------------------------------------------------------- |
| 0   | 0          | San Marco (Giardinetti)      | 14  | 80         | Szent Márk tér, Dózsepalota, Harry’s Bar, Palazzo Giustinian, Palazzo Tiepolo                     |
| 1   | 5          | Zitelle                      | 13  | 75         | Le Zitelle                                                                                        |
| 2   | 15         | Sacca Fisola                 | 12  | 65         |                                                                                                   |
| 3   | 23         | Tronchetto                   | 11  | 57         |                                                                                                   |
| 4   | 33         | Piazzale Roma (Santa Chiara) | 10  | 47         |                                                                                                   |
| 5   | 37         | Ferrovia (Santa Lucia)       | 9   | 43         | Scalzi                                                                                            |
| 6   | 42         | San Marcuola                 | 8   | 38         | Casinò, San Marcuola, Palazzo Corner-Contarini                                                    |
| 7   | 47         | Rialto                       | 7   | 33         | Rialto, Fondaco dei Tedeschi                                                                      |
| 8   | 54         | San Tomà                     | 6   | 26         | San Tomà, Palazzo Persico                                                                         |
| 9   | 56         | San Samuele                  | 5   | 24         | San Samuele, Palazzo Grassi                                                                       |
| 10  | 59         | Accademia                    | 4   | 21         | Accademia, Palazzo Contarini Zaffo, Palazzo degli Scrigni, Palazzo Cini, Palazzo Venier dei Leoni |
| 11  | 63         | San Marco (Giardinetti)      | 3   | 17         | Szent Márk tér, Dózse-palota, Harry’s Bar, Palazzo Giustinian, Palazzo Tiepolo                    |
| 12  | 68         | San Zaccaria (Danieli)       | 2   | 12         | Szent Márk tér, Dózse-palota, San Zaccaria                                                        |
| 13  | 74         | Giardini Biennale            | 1   | 6          | Giardini Biennale                                                                                 |
| 14  | 80         | Lido, Santa Maria Elisabetta | 0   | 0          | Santa Maria Elisabetta                                                                            |